# Guéorgui Grouev
Guéorgui Yovanov Grouev (en bulgare : Георги Йованов Груев) est un révolutionnaire bulgare de l'ORIM. Il est le frère du révolutionnaire Damé Grouev.

## Biographie
Guéorgui Grouev est né à Smilevo, alors dans l'Empire ottoman. Il est le frère du célèbre révolutionnaire bulgare Damé Grouev. En 1903, Guéorgui Grouev participe au soulèvement d'Ilinden-Préobrajénié. En 1917, il signe Mémoire des Bulgares de Macédoine du 27 décembre 1917 (bg).